# Dudley Lloyd Evans
Dudley Lloyd Evans (Egyesült Királyság, Newport, 1895 – Cheltenham, 1972. március 20.) walesi származású brit katona, ászpilóta.

## Élete

### Ifjúkora
Dudley Lloyd Evans 1895-ben született az Egyesült Királyságban. Szülei walesi származásúak voltak. Édesapja Thomas Lloyd, édesanyja Margaret Ann Evans volt. Az ifjabb Lloyd neve gyakran szerepel Lloyd-Evansként, nem tudni a két név közti kötőjel mikor és miért hagyatott el. Iskoláit feltehetően szülőhelyén, Newportban végezte. A forrás nem utal rá, hogy felsőoktatási végzettséget szerzett volna.

### Katonai szolgálata
Az első világháború kitörését követően belépett a brit hadseregbe. Egy 1916-ban elért kitüntetése miatt valószínűsíthető, hogy a gyalogságnál teljesített szolgálatot. A légierőhöz (Royal Flying Corps) 1917-ben kerülhetett, s a 64. repülőszázadba osztották be. Első légi győzelmét 1918. május 31-én szerezte meg, egy Albatros D.V típusú német vadászgép lelövésével. Második légi győzelmét két hónappal később, július 25-én szerezte meg, ezúttal egy Fokker D.VII-es gép földre kényszerítésével. 1918 augusztusában két légi győzelmet aratott, ismét egy  Fokker és egy LVG C típusú vadászgép lelövésével. Szeptemberben további négy légi győzelmet szerzett, elérve ezzel az ászpilóta minősítést. Bátorságát és eredményességét a katonai vezetés is elismerte, pályafutása során két kitüntetést kapott:
- 1916-ban a Hadi Keresztet (Military Cross)
- 1918-ban a Kiváló Pilóta Keresztet (Distinguished Flying Cross)

Háború utáni életéről a forrás nem tesz említést, halálának dátuma nem ismert. 

### Légi győzelmei
| Sorszám | Dátum                | Egység                | Repülőgép | Ellenfél     |
| ------- | -------------------- | --------------------- | --------- | ------------ |
| 1       | 1918. május 31.      | 64. brit repülőszázad | S.E.5     | Albatros D.V |
| 2       | 1918. július 25.     | 64. brit repülőszázad | S.E.5     | Fokker D.VII |
| 3       | 1918. augusztus 21.  | 64. brit repülőszázad | S.E.5     | Fokker D.VII |
| 4       | 1918. augusztus 23.  | 64. brit repülőszázad | S.E.5     | LVG C        |
| 5       | 1918. szeptember 3.  | 64. brit repülőszázad | S.E.5     | Fokker D.VII |
| 6       | 1918. szeptember 5.  | 64. brit repülőszázad | S.E.5     | Fokker D.VII |
| 7       | 1918. szeptember 18. | 64. brit repülőszázad | S.E.5     | Fokker D.VII |
| 8       | 1918. szeptember 18. | 64. brit repülőszázad | S.E.5     | Fokker D.VII |